# Vildan
Vildan ist ein türkischer, überwiegend weiblicher Vorname.

## Herkunft und Bedeutung
Der Vorname Vildan ist arabischer Herkunft und abgeleitet von wildān, dem Plural von arab. walad mit der Bedeutung „Kind“. Das Namenswörterbuch des TDK gibt als Bedeutung „neu geborene Kinder“, auch „Diener oder Sklaven“ an. Im Koran wird der Name an zwei Stellen erwähnt, in den Suren 56:17 und 76:19; dort sind es ewig jugendliche Diener im Paradies (vgl. İslâm Ansiklopedisi). Vereinzelt kommt Vildan auch als männlicher Vorname vor.

## Namensträger
- Vildan Atasever (* 1981), türkische Schauspielerin